# 駒場町 (恵庭市)
駒場町（こまばちょう）は北海道恵庭市の地名。郵便番号は061-1417。人口は2,408人、世帯数は1,208世帯。

## 地理
恵庭市街地の南に位置している地域。駒場町内に恵南柏木通、恵庭公園大通が通っており、北海道道46号江別恵庭線（旧国道36号）、恵庭公園、ユカンボシ川がある。

## 歴史

### 沿革
- 1961年（昭和36年）- 大字漁村の一部から駒場町に町名変更[4]。
- 1998年（平成10年）10月5日 - 駒場町1 - 6丁目に住居表示変更[5]。

### 町名の変遷
町名の変遷は以下の通り。
| 実施内容 | 実施年月日 | 実施前   | 実施後 |
| -------- | ---------- | -------- | ------ |
| 町名変更 | 1961年     | 大字漁村 | 駒場町 |

## 人口と世帯数
2023年9月30日現在の人口と世帯数は以下の通り。
| 町・丁      | 人口    | 世帯      |
| ----------- | ------- | --------- |
| 駒場町1丁目 | 743人   | 395世帯   |
| 駒場町2丁目 | 506人   | 212世帯   |
| 駒場町3丁目 | 274人   | 140世帯   |
| 駒場町4丁目 | 369人   | 185世帯   |
| 駒場町5丁目 | 210人   | 107世帯   |
| 駒場町6丁目 | 306人   | 169世帯   |
| 計          | 2,408人 | 1,208世帯 |

### 人口の変遷
国勢調査による人口数の推移。
| 1995年（平成7年）  | 1,983人 | [ 6 ]  |  |
| 2000年（平成12年） | 2,029人 | [ 7 ]  |  |
| 2005年（平成17年） | 2,062人 | [ 8 ]  |  |
| 2010年（平成22年） | 2,104人 | [ 9 ]  |  |
| 2015年（平成27年） | 2,216人 | [ 10 ] |  |
| 2020年（令和2年）  | 2,355人 | [ 11 ] |  |

### 世帯数の変遷
国勢調査による世帯数の推移。
| 1995年（平成7年）  | 754世帯   | [ 6 ]  |  |
| 2000年（平成12年） | 795世帯   | [ 7 ]  |  |
| 2005年（平成17年） | 804世帯   | [ 8 ]  |  |
| 2010年（平成22年） | 858世帯   | [ 9 ]  |  |
| 2015年（平成27年） | 948世帯   | [ 10 ] |  |
| 2020年（令和2年）  | 1,030世帯 | [ 11 ] |  |

## 小・中学校の通学区
小・中学校の通学区は以下の通り。
| 町・丁 | 街区 | 小学校             | 中学校             |
| ------ | ---- | ------------------ | ------------------ |
| 駒場町 | 全域 | 恵庭市立和光小学校 | 恵庭市立恵庭中学校 |

## 交通

### バス
- えにわコミュニティバス（ecoバス）
  - 「家具の中西」・「前島歯科医院」・「恵庭公園・駒場町4丁目」停留所がある[13]。

### 道路
- 一般道道
  - 北海道道46号江別恵庭線（旧国道36号）[14]
- 都市計画道路
  - 3・3・102 恵庭公園大通
  - 3・4・107 恵南柏木通

## 施設
文化
- こまば交流館（駒場町4丁目）

公園
- 恵庭公園（駒場町4丁目）
- くるみ公園（駒場町5丁目）
- ユカンボシ川河畔公園（駒場町5丁目）

産業・商業
- セブン-イレブン 恵庭駒場町店（駒場町6丁目）

宗教
- カトリック恵庭教会（駒場町5丁目）